# Kenji Yamamoto
Kenji Yamamoto (født 28. august 1965) er en tidligere japansk fodboldspiller.
Han har spillet for flere forskellige klubber i sin karriere, herunder JEF United Ichihara.